# Filikomys
Filikomys es un género extinto de mamífero multituberculado de la familia Neoplagiaulacidae que apareció en el período Cretácico de América del Norte.